# Jean-Louis Tixier-Vignancour
Jean-Louis Tixier-Vignancour (Parigi, 12 ottobre 1907 – Parigi, 29 settembre 1989) è stato un avvocato e politico francese di estrema destra.
Durante la sua carriera di avvocato, difese in particolare lo scrittore Louis-Ferdinand Céline e poi il generale golpista Raoul Salan.
Sotto l'etichetta dei Comitati Tixier-Vignancour e con Jean-Marie Le Pen come direttore della sua campagna, si candidò alle elezioni presidenziali del 1965. Si è posizionato quarto al primo turno con quasi 1,3 milioni di voti e il 5,2% dei voti espressi.
Dopo aver trasformato i Comitati Tixier-Vignancour nell'Alleanza Repubblicana per le Libertà e il Progresso (ARLP), aderisce alla maggioranza gollista nel 1968. Diventa in seguito leader del Partito delle Forze Nuove (PFN), di cui guida la lista alle elezioni europee del 1979.

## Biografia
Nacque col nome di Jean-Louis Tixier: abbandonato dal padre biologico quando era ancora in fasce, fu adottato dal patrigno (secondo marito della madre) a patto che aggiungesse a quello precedente anche il suo cognome, Vignancourt: il giovane Jean-Louis lo fece ma preferì togliere la "t" finale. Nel 1929 si laureò in giurisprudenza e svolse la professione di avvocato; sostenitore del maresciallo Philippe Pétain, fu eletto deputato nel dipartimento dei Pirenei Atlantici dal 1936 al 1940.
Simpatizzante della Germania nazista, con lo scoppio della Seconda guerra mondiale e l'invasione da parte del Terzo Reich della Francia si schierò con il Regime di Vichy, di cui fu segretario generale all'Informazione dal 1940 al 1941. A guerra conclusa, sostenne che il governo di Vichy fu positivo per la storia della Francia: senza il sacrificio dei collaborazionisti, disse, tutto il territorio francese sarebbe caduto nelle mani dei tedeschi. Nel 1955 fondò una lista civica, denominata Lista repubblicana d'azione sociale, e un anno dopo fu eletto deputato nell'Assemblea Nazionale, senza iscriversi a nessun gruppo parlamentare.
Nazionalista, fu favorevole alla guerra d'Algeria e negli anni sessanta fu l'avvocato difensore di Raoul Salan. Si candidò alla elezioni presidenziali del 1965: primo candidato più a destra di Charles De Gaulle, ottenne il 5,2% dei voti al primo turno e nel ballottaggio sostenne a sorpresa il socialista François Mitterrand perché credeva che quest'ultimo fosse contrario all'indipendenza degli algerini; direttore della sua campagna fu Jean-Marie Le Pen. Nel 1974 fondò, insieme a esponenti del disciolto Ordre Nouveau, un nuovo partito di estrema destra, denominato Parti des forces nouvelles, che nel 1978 aderì all'Eurodestra e nel 1979 partecipò alle elezioni europee, ottenendo l'1,33%. Negli anni ottanta sostenne il Front National di Le Pen ogni volta che quest'ultimo si candidò all'Eliseo.